# ポリーヌ・デュクリュエ

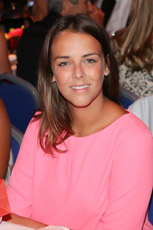
2016年

ポリーヌ・デュクリュエ（Pauline Ducruet、1994年5月4日 - ）は、モナコ公国の人物。
父はダニエル・デュクリュエ、母はモナコ公女ステファニー。
兄にルイ、異父妹にカミーユがいる。
モンテカルロ出身。
2010年のシンガポールユースオリンピックにモナコ代表の飛び込み競技選手として出場している。